# Lagercrantz (adelsätter)

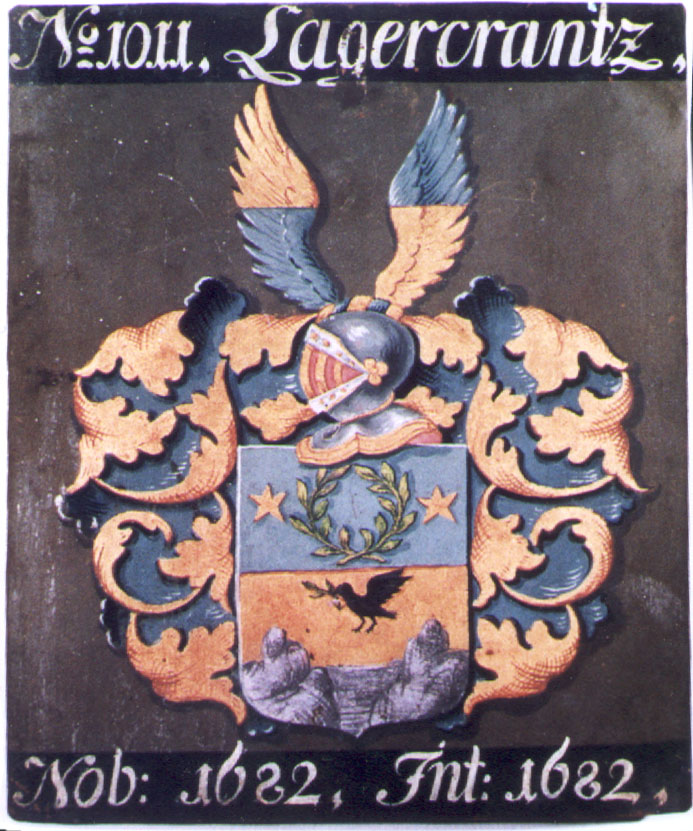
Målad variant av vapenskölden

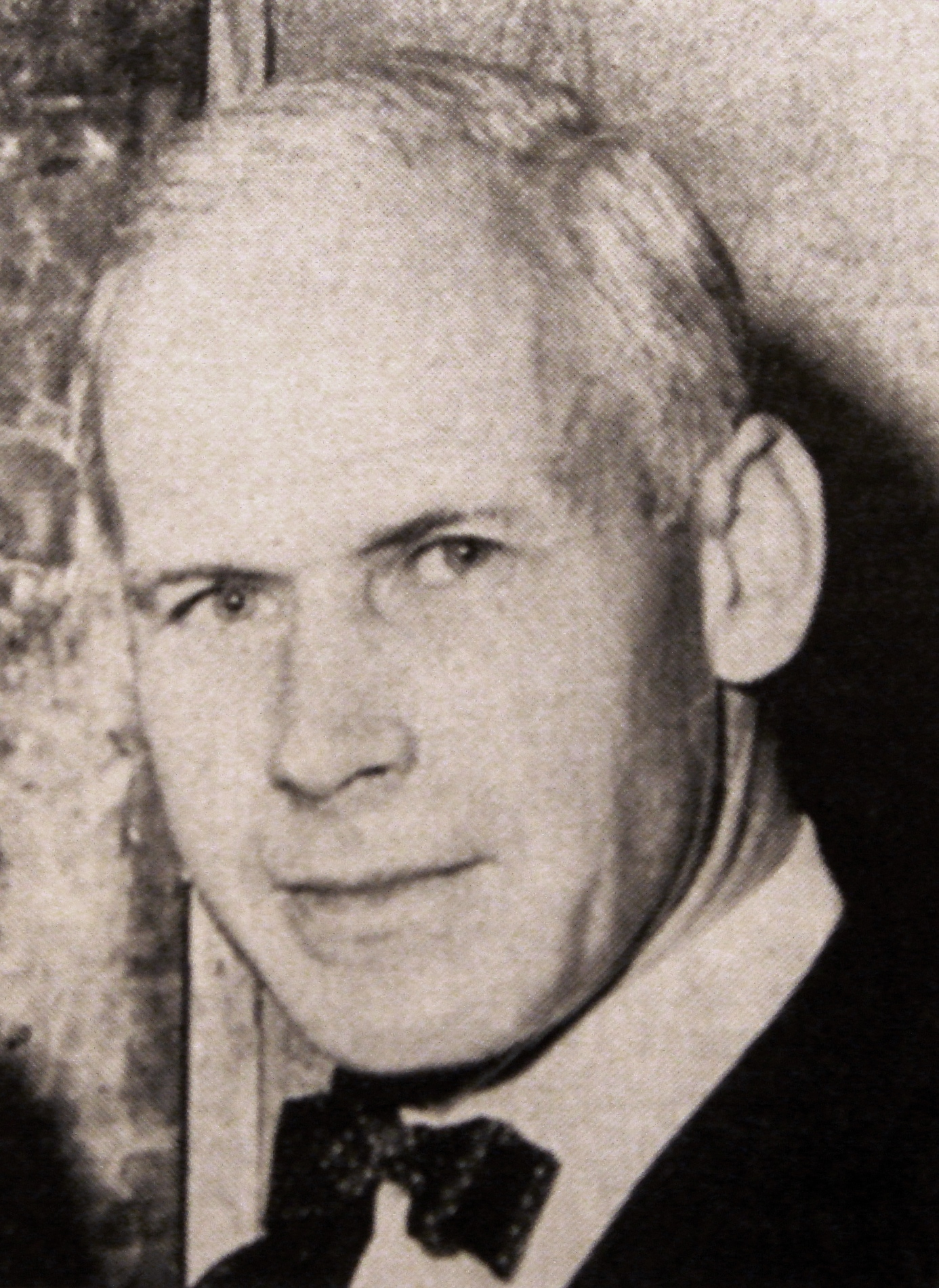
Olof Lagercrantz (1911–2002), författare, litteraturkritiker och chefredaktör för Dagens Nyheter.

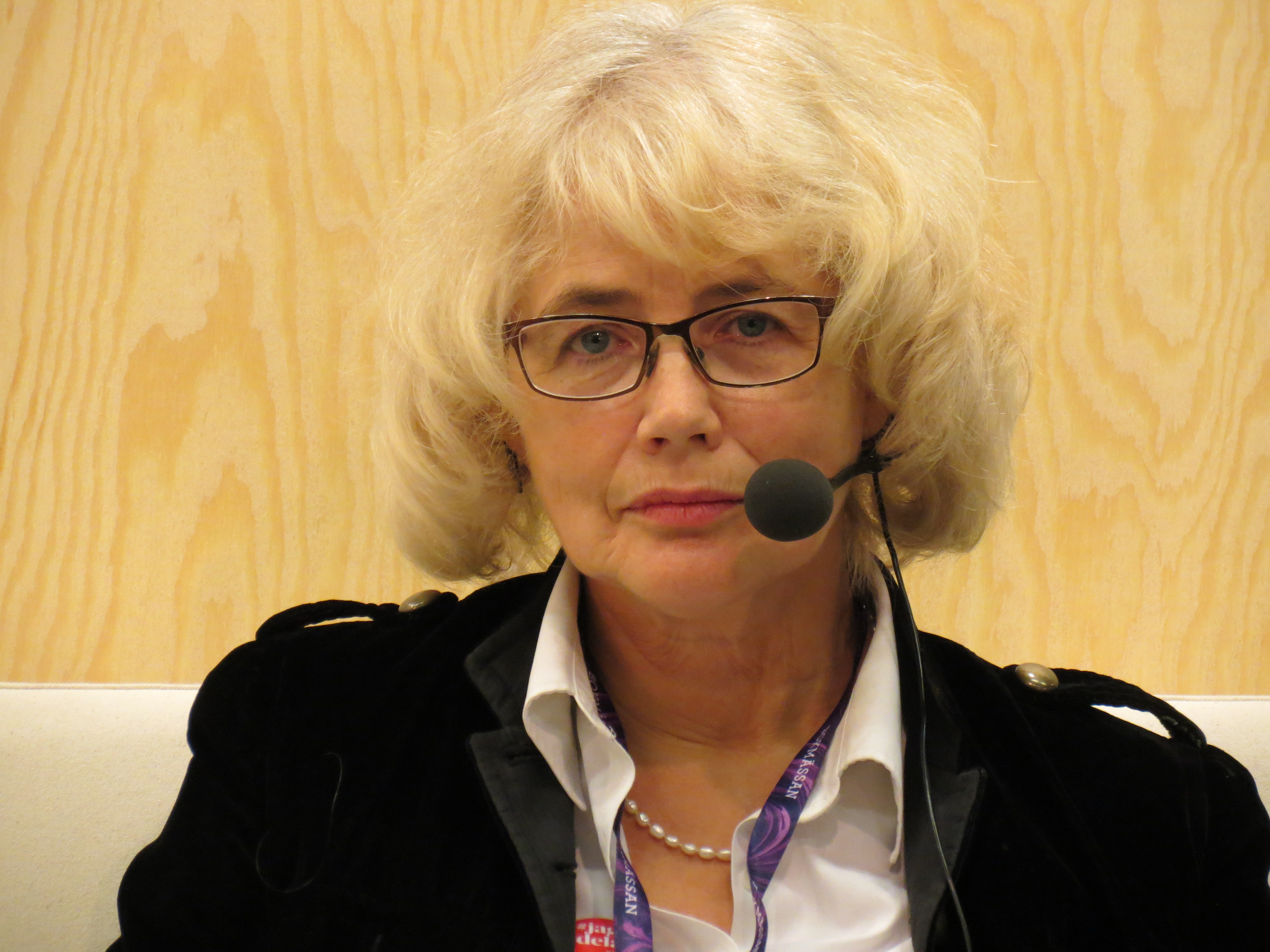
Marika Lagercrantz (född 1954), skådespelerska.

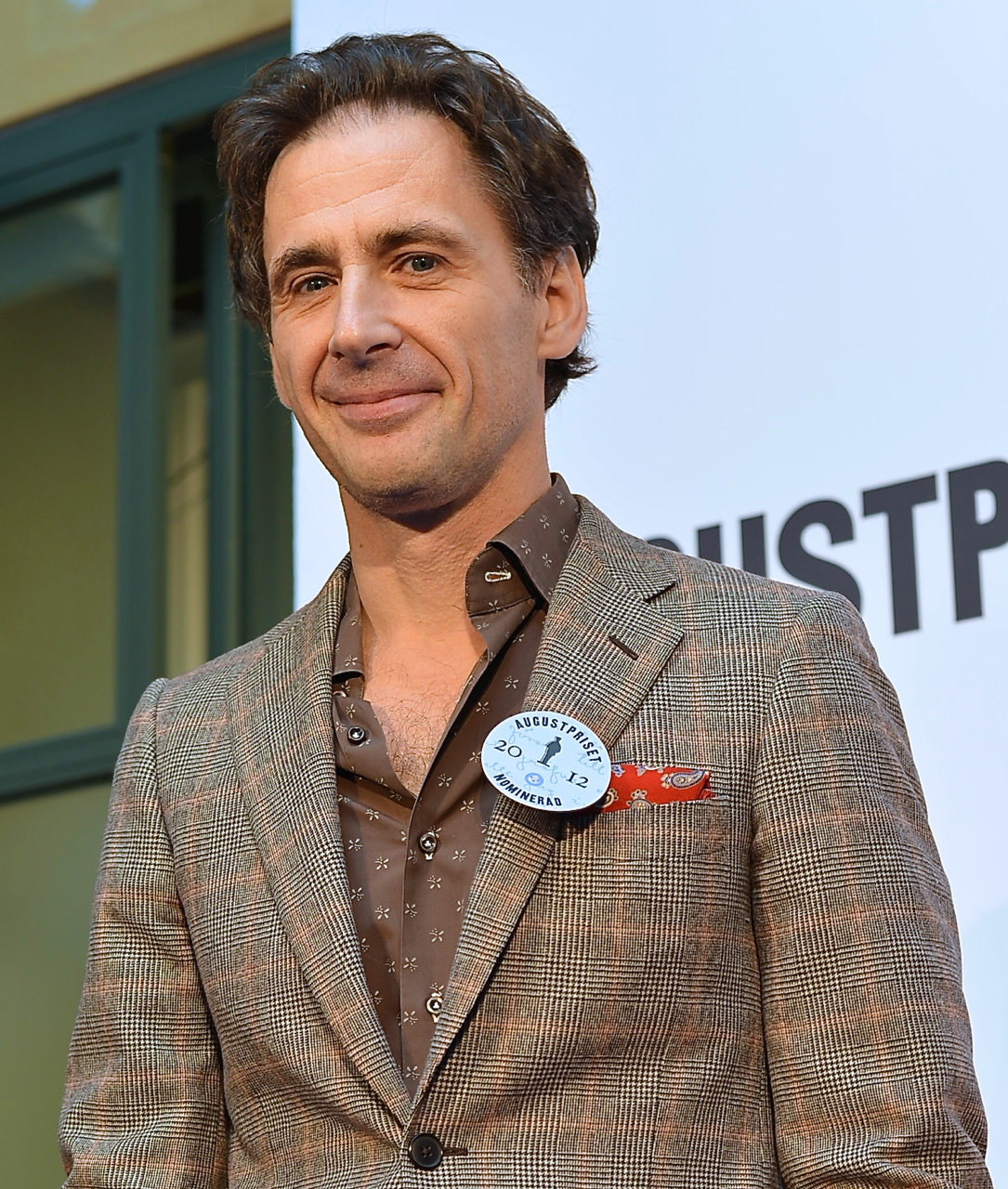
David Lagercrantz (född 1962), journalist och författare.

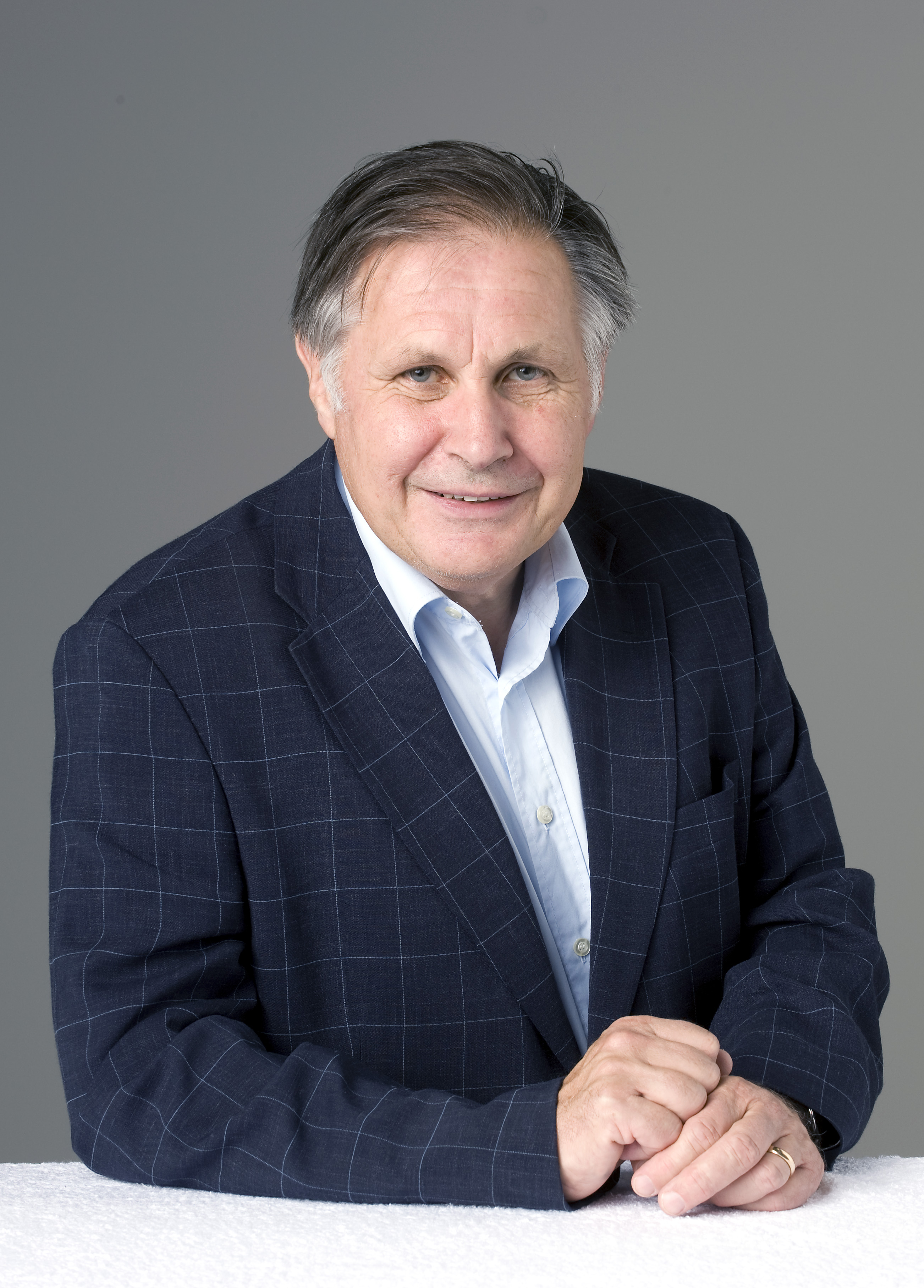
Hugo Lagercrantz (född 1945), barnläkare.

Släktnamnet Lagercrantz har burits av tre svenska adelsätter, av vilka två är utslocknade sedan 1600-talet. Stamfadern, Jacob Larsson Gavelius, var assessor i Göta hovrätt.

## Adliga ätten nr 1011
Adlad 1682-02-13, introducerad 1682. Ättens nuvarande huvudman är Carl Lagercrantz (född 1935).[källa behövs]
Den adliga ätten Lagercrantz nr 1011 är den enda nu levande ätten med namnet Lagercrantz i svenska adelskalendern. I Adelskalendern redovisas 204 nu levande personer. En yngre släktgren är bosatt i Brasilien.[källa behövs]
I Sverige uppges 300 personer bära namnet Lagercrantz. Däri ingår personer, som tagit sina mödrars namn samt deras ättlingar, vidare inflyttade från den finländska släkten. Adopterade barn såsom professor Sture Lagercrantz omnämns vanligen ej i Adelskalendern. 
Befryndade släkter är Palme, Nordblad och Borgström samt adliga ätterna Lindencrona (nr 1579) och Sandels (nr 2006) samt friherrliga ätterna Leijonhufvud (nr 26) och Falkenberg af Trystorp (nr 255) samt grevliga ätterna Hamilton (nr 86), Kalling (nr 91) och Sparre af Söfdeborg (nr 66).
Bilden här intill visar vapenskölden, som hänger på höger sida i fönsternischen i norra mittfönstret i Riddarhussalen. Marken inklusive de två bergen nedtill saknas på originalsköldebrevet, som sedan 2019 är donerat till Riddarhuset. Den versionen anses därmed mer korrekt och stilenlig och återges därför i Adelskalendern.

### Ursprung
Assessorn i Göta hovrätt Jacob Larsson Gavelius (död 1656) av släkten Gavelius är den fortlevande släktens äldste säkert kände stamfader. Jacob Gavelius hustru hette Christina Pedersdotter, och hennes far Peder Andersson Grubb från Grubbe och Bureätten var hovråd. Gabriel Anrep uppger i sina ättartavlor att Christina Pedersdotters mor skulle ha varit dotter till överstelöjtnant Olof Jonsson Lagercrantz ovan, vilket skulle förklara att släktnamnet återupptogs. Den uppgiften finns inte i Anders Anton von Stiernmans matrikel, utgiven 1756 när hennes barnbarns barns skulle ha varit vid liv. Peder Andersson Grubb ska enligt modern släktforskning ha varit gift med en dotter till den rike Gävleborgaren Daniel Kröger d.ä., och dessa skulle därmed ha varit stamfäder för den adliga ätten Lagercrantz nr 1011.
Följande uppgifter är tämligen säkra[källa behövs]
Jacob Gavelius' far var länsmannen Lars Persson (död 1647). Dennes far var bonden Per Jönsson, nämndeman 1591. Dennes far var (hemmansägaren sedan 1547) Jöns Ersson (död 1575). Alla tre var hemmansägare i Sätra by, Hille socken.

### Stamfadern Magnus Lagercrantz
Jacob Gavelius och Christina Pedersdotters son, överinspektoren och slutligen överkommissarien Magnus Gavelius (1648-1693) adlades med namnet Lagercrantz 1682 13/2. Ätten blev introducerad på Sveriges Riddarhus som adlig ätt (nr 1011) samma år den 6/10. Mitt på vapenbilden i originalsköldebrevet (förvarat i Riddarhuset) finns en flygande fågel bärande en lagerkvist i näbben. Detta symboliserar Magnus Lagercrantz synnerligen farofyllda resor 1676-1677 genom fientligt land, medförande viktiga diplomatiska budskap. Han vilar i Sankt Nicolai kyrka, Nyköping. Hans hustru var Anna Maria Sneckenberg. Den nu levande månghövdade ätten härstammar från deras son överstelöjtnanten Jacob Lagercrantz (1690-1773), gift med Brita von Kothen (1700-1790).

### Levande släktmedlemmar
Jacobs sonsons son var assessorn Carl Lagercrantz (1788-1858). Dennes son Gustaf Lagercrantz (1816-1867) blev Sveriges finansminister. Dennes son var överste Carl Lagercrantz (1846-1897). Jacobs äldre bror, hattpolitikern och översten Carl Otto Lagercrantz (1683-1746) kuvade Dalupproret 1743 (Stora daldansen).
Till ätten hör även barnläkaren professor Hugo Lagercrantz med hustrun, författaren Rose Lagercrantz och deras son, journalisten Leo Lagercrantz med hustrun journalisten Victoria Lagercrantz. Vidare skådespelerskan Marika Lagercrantz jämte brodern, journalisten och författaren David Lagercrantz, gift med journalisten Anne Lagercrantz, VD på Sveriges Television. Vidare journalisten och författaren Arvid Lagercrantz samt journalisten Agneta Lagercrantz och författaren Louise Boije af Gennäs, gift Lagercrantz. Vidare kunglige slottsfogden och bankdirektören Jacob Lagercrantz och kulturjournalisten Ylva Lagercrantz (g. Spindler).  

### Avlidna släktmedlemmar
Bland avlidna medlemmar återfinns bruksdisponenten och Washingtonministern Herman Lagercrantz, bankdirektören Carl Lagercrantz med sönerna, författaren och chefredaktören Olof Lagercrantz, professorn och barnläkaren Rutger Lagercrantz samt dottern, författaren och kuratorn Lis Asklund. Vidare översten Henric Lagercrantz och major Carl Lagercrantz. Vidare universitetsrektorn Otto Lagercrantz med hustrun konstnären Siri Magnus-Lagercrantz och deras son professor Carl Lagercrantz. Ottos kusin är apotekaren Carl Lagercrantz. Vidare filmfotografen Arne Lagercrantz, bruksdisponenterna Bror Lagercrantz och Bengt Lagercrantz, bankdirektören Gustaf Lagercrantz med sönerna generalkonsuln Stig Lagercrantz och museimannen och TV-profilen Bo Lagercrantz, samt Magnus Lagercrantz, affärsjurist vid Alfa Laval. Deras bror civilekonomen Johan Lagercrantz (1908-1956) grundade 1938 det radioteknikföretag, som senare fick namnen Lagercrantz Group AB och Lagercrantz Communication AB. Hermans kusin var kungliga porträttmålaren Ava de Lagercrantz.

### Släktträd över kända medlemmar
Huvudsaklig källa: Riddarhusets stamtavlor på CD (2002)
- Jakob Larsson Gavelius (död 1656)
  - Magnus Gavelius (1648–1693), adlad Lagercrantz, överkommissarie (brodern Jakob Gavelius, 1655–1698, adlades Lagerstedt)
    - Carl Otto Lagercrantz (1683–1746), militär, politiker
    - Jakob Lagercrantz (1690–1773), överstelöjtnant
      - Jakob Lagercrantz (1729–1806), kaptenlöjtnant
        - Gustaf Lagercrantz (1759–1813), kapten
          - Carl Lagercrantz (1788–1859), godsägare, kronofogde
            - Gustaf Lagercrantz (1816–1867), militär, finansminister
              - Carl Lagercrantz (1846–1897), överste, godsägare, författare
                - Bengt Lagercrantz (1877–1924), sportskytt
                  - Viveka Lagercrantz-Hallberg (1915–2006), psykiater
                  - Bengt Lagercrantz (1918–2008), bruksdisponent

                - Gustaf Lagercrantz (1879–1973), bankman
                  - Stig Lagercrantz (1906–1994), företagsledare
                    - Carl Lagercrantz (f 1935), civilingenjör, ätthuvudman
                      - Denise Lagercrantz (f 1980), advokat, ordf Palmeska släktföreningen

                  - Bo Lagercrantz (1918–1993), museiman, författare
                    - Lotta Lagercrantz (född 1946), konstnär

              - Jacques Lagercrantz (1852–1933), militär, filantrop
              - Gustaf Lagercrantz (1856–1925), viceamiral
                - Carl Lagercrantz (1883–1967), bankdirektör
                  - Ebba Lagercrantz (1908–1980), gift med historikern Erik Lönnroth
                    - Lars Lönnroth (född 1935)
                    - Johan Lönnroth (född 1937)

                  - Olof Lagercrantz (1911–2002), lyriker, litteraturvetare, publicist
                    - Marika Lagercrantz (född 1954), skådespelare, regissör
                    - David Lagercrantz (född 1962), journalist, författare, gift med Anne Lagercrantz (född 1973), journalist

                  - Lis Asklund (1913–2006), socialarbetare, kurator, radioproducent och författare, en tid gift med Erik Asklund
                  - Rutger Lagercrantz (1917–2003), barnläkare
                    - Hugo Lagercrantz (född 1945), barnläkare, professor, gift med Rose Lagercrantz (född 1947), författare
                      - Leo Lagercrantz (född 1971), journalist
                      - Rebecka Lagercrantz (född 1972), barnläkare och konstnär

                  - Dika Eckersley (1939-2015), grafisk designer, gift med Richard Eckersley (1941-2006), grafisk designer
                  - Arvid Lagercrantz (född 1942), författare, journalist, radiochef

                - Magnus "Manne" Lagercrantz (1890–1958), köpman
                  - Gustaf Lagercrantz (1923–2004), civiljägmästare
                    - Agneta Lagercrantz (född 1956), journalist och författare

                - Henric Lagercrantz (1891–1987), överste, godsägare, författare

              - Herman Lagercrantz (1859–1945), diplomat, bruksdisponent
                - Bror Lagercrantz (1894–1981), bruksdisponent
                  - Hans-Herman Lagercrantz (1924–2016), konstnär, en tid gift med Anita Lagercrantz-Ohlin (född 1926), journalist och författare
                  - Jacob Lagercrantz (född 1937), bankdirektör, slottsfogde

                - Katarina Lagercrantz (1900–1993), en tid gift med Viking Tamm, generallöjtnant

            - Jakob Lagercrantz (1821–1898), vice amiral
              - Ava de Lagercrantz (1862–1938), konstnär
              - Elsa Lagercrantz (1872–1954), gift med Nils Borgström
                - Gustaf Borgström (1903–1965), direktör
                  - Annette Kullenberg (1941–2021), journalist och författare
                  - Kerstin Vinterhed (född 1939), journalist och präst
                  - Claes Borgström (1944–2020), jurist och politiker

        - Jakob Lagercrantz (1760–1828), major
          - Ludvig Lagercrantz (1798–1876), major
            - Wilhelm Lagercrantz (1825–1886), militär och tonsättare
            - Adolf Lagercrantz (1829–1889), protokollsekreterare
              - Erik Lagercrantz (1863–1916), överste
              - Elias Lagercrantz (1864–1915), vice häradshövding
                - Carl Lagercrantz (1898–1961), militär, godsägare, författare

      - Johan Axel Lagercrantz (1733–1791), kapten
        - Axel Lagercrantz (1767–1831), kapten
          - Gustaf Lagercrantz (1793–1870), kapten och kustchef
            - Eugen Lagercrantz (1835–1888), notarie
              - Gösta Lagercrantz (1880–1944), kapten
                - Arne Lagercrantz (1915–1973), filmfotograf

      - Bengt Lagercrantz (1737–1801), major
        - Elias Fredrik Wilhelm Lagercrantz (1791–1860), överste
          - Otto Lagercrantz (1832–1876), sekundlöjtnant
            - Otto Lagercrantz (1868–1938), professor i grekiska, universitetsrektor, gift med Siri Magnus-Lagercrantz (1875–1944), konstnär
              - Carl Lagercrantz (1917–2004), medicinsk fysiker

          - Henrik Lagercrantz (1836–1886), kapten
            - Carl Lagercrantz (1870–1949), apotekare
              - Sture Lagercrantz (adoptivson) (1910–2001), etnograf

## Adliga ätten nr 398 †
Adlad den 8 maj 1647 introducerad 1649. Utdöd 1656.
Stamfader för ätten är bonden Jon Olofsson som var gift med Elisabet Eriksdotter, dotter till kyrkoherden Ericus Olai i Bolstads socken på Dal och syster till guvernören Anders Eriksson som adlades Hästehufvud 1615. Hustrun fick ett säteri i Björsäters socken i Skaraborgs län av sin bror Anders. Egendomen ärvdes sedan av ätten Kafle, broderns andra hustrus släkt eftersom Elisabets söner avlede barnlösa. Jon Olofsson och Elisabet Eriksdotters söner adlades med namnet Lagercrantz år 1647, sonen Olof Jonsson Lagercrantz introducerades på nummer 398 år 1649.
Olof Jonsson, adlad Lagercrantz, fick förläningen av Sottungsby i Sibbo socken i Finland den 29 oktober 1646. Han var major vid Åbo läns infanteriregemente 1652 och överstelöjtnant vid von Schwengelns regemente den 6 juli 1655. Han stupade under stormningen av Kexholms fästning sommaren 1656 och således slöt sin ätt själv. Han var gift med Margareta Krüger som avled omkring år 1685 i Sottungsby, Finland.
Gabriel Anrep uppger att Olof Jonsson möjligen hade en dotter, gift med stamfadern för ätten nr 1011, men detta ifrågasätts av modern forskning.

## Adliga ätten nr 412 †
Adlad den 24 November 1647, introducerad 1652. Utdöd 1656.
Jon Olofssons andra son Erik Jonsson adlades liksom sin bror med namnet Lagercrantz år 1647. Han introducerades på nummer 412.
Erik Jonsson, adlad Lagercrantz, var fänrik vid Närkes och Värmlands regemente 1625–1626 och blev 1630 befordrad till löjtnant och sedan 1633 till kapten vid Närkes och Värmlands regemente.
År 1643 lämnade han regementet för att anträda som kapten vid det Viborgska dragonregementet.
Den 24 november 1647 blev han adlad och sedan introducerad 1652.
Den 10 augusti 1648 fick han Padoga gods i Ingermanland av sin morbror, guvernören Anders Hästehufvud. År 1651 uppförde Erik säteriet Lagerholm på ön Loikansaari i Sääminge socken i Finland. 
Erik Lagercrantz dog 1656 i Livland. Han var gift med Barbara von Strassburg och slöt själv sin ätt på svärdssidan.
Hans dotter Brita Elisabet gifte sig med kapten Bengt Uggla. Brita Elisabet dog barnlös, då tillföll säteriet Lagerholm Anders Hästehufvud.